# Jume vo dakisimete
A Jume vo dakisimete Hajasibara Megumi ötödik kislemeze, mely 1992. június 24-én jelent meg a King Records kiadó jóvoltából. A kislemez a Mahó no Princess Minky Momo anime nyitó- és záródalát tartalmazza. Mivel maga az anime elsősorban gyermekeknek készült, ezért a dalok is kissé gyerekesek lettek. Talán ide is visszavezethető, hogy ez az egyik legkisebb példányszámban elkelt Megumi-kislemez, az Oricon japán kislemez-eladási listán csak a kilencvenedik helyet érte el, és csupán 2550 példány kelt el.

## Dalok listája
1. Jume vo dakisimete 3:49
2. Szukijori dakiszuki Minky Smile 2:26
3. Jume vo dakisimete (Karaoke) 3:49

## Nagylemezek, melyeken hallható a dal
1. Minky Momo Love Stage (1993. március 5.)
2. Shamrock (1993. augusztus 21.)